# تنیس در المپیک تابستانی ۱۹۰۰ – انفرادی زنان
مسابقات انفرادی زنان رویدادی در رشته تنیس در برنامه بازی‌های المپیک تابستانی ۱۹۰۰ در پاریس بود. از روز ۶ تا ۱۱ ژوئیه در پوتو (به فرانسوی: Île de Puteaux) برگزار شد. در این بخش از بازی‌ها ۶ شرکت کننده از ۴ کشور حضور داشتند. در این رویداد، شارلوت کوپر از بریتانیا به قهرمانی رسید. ایوان پروو فرانسوی مدال نقره دریافت کرد، در حالی که ماریون جونز فارکئور آمریکایی و هدویگا روزنباومووا از بوهم مدال برنز را به خود اختصاص دادند. این رویداد کوپر را به اولین زنی تبدیل کرد که توانست در بخش انفرادی زنان المپیک به قهرمانی برسد (پیش از این، الن دو پورتالس در رویداد تیمی در بخش قایقرانی مدال طلا کسب کرد؛ مارگارت ابوت مدتی بعد در ماه اکتبر، در مسابقات گلف زنان قهرمان شد).

## پس زمینه
این اولین دوره برگزاری مسابقه تنیس انفرادی زنان بود. تنیس از سال ۱۹۲۸ تا ۱۹۸۴ در برنامه مسابقات المپیک تابستانی قرار نداشت، اگرچه در سال‌های ۱۹۶۸ و ۱۹۸۴ به عنوان رویداد نمایشی حضور داشت.
در المپیک‌تابستانی ۱۹۰۰، زمین مسابقات زنان کوچک اما متمایز بود. شارلوت کوپر بریتانیایی سه بار عنوان انفرادی مسابقات ویمبلدون (۱۸۹۵، ۱۸۹۶، ۱۸۹۸) را به دست آورده بود. فرانسه بهترین بازیکن خود، ایوان پروو را داشت. بوهم دومین بازیکن برتر خود، هدویگا روزنباومووا را به مسابقات فرستاد. ماریون جونز فارکئور در سال ۱۸۹۹ قهرمان ایالات متحده شد (که این قهرمانی را در سال ۱۹۰۲ دوباره به دست آورد). (خواهر او جورجینا جونز نیز در مسابقه شرکت کرد)

## شیوه مسابقه
مسابقه به صورت تورنمنت تک حذفی بود که برای کسب جایگاه سوم مسابقه‌ای برگزار نمی‌شد (هر دو شرکت کننده بازنده در مرحله نیمه نهایی به صورت مشترک در جایگاه سوم قرار می‌گرفتند). تمام مسابقات بر اساس سه ست برگزار شد.

## برنامه زمانی
| تاریخ | زمان | مرحله                           |
| --- | ---- | ------------------------------- |
| جمعه، ۶ ژوئیه ۱۹۰۰ شنبه، ۷ ژوئیه ۱۹۰۰ یکشنبه، ۸ ژوئیه ۱۹۰۰ دوشنبه، ۹ ژوئیه ۱۹۰۰ سه‌شنبه، ۱۰ ژوئیه ۱۹۰۰ چهارشنبه، ۱۱ ژوئیه ۱۹۰۰ |      | یک چهارم نهایی نیمه نهایی فینال |

## خلاصه نتایج
| رتبه | بازبکن              | کشور                | یک چهارم نهایی                   | نیمه نهایی                             | فینال                         |
| ---- | ------------------- | ------------------- | -------------------------------- | -------------------------------------- | ----------------------------- |
| 1    | شارلوت کوپر         | بریتانیای کبیر      | مارگریت فوریه (FRA) · W 6–2, 6-0 | ماریون جونز فارکئور (USA) · W 6–2, 7–5 | ایوان پروو (FRA) · W 6–1, 6–4 |
| 2    | ایوان پروو          | فرانسه              | جورجیانا جونز (USA) · W 6–0, 6–1 | هدویگا روزنباومووا (BOH) · W 6–1, 6–1  | کوپر (GBR) · L 6–1, 6–4       |
| 3    | ماریون جونز فارکئور | ایالات متحده آمریکا | Bye                              | کوپر (GBR) · L 6–2, 7–5                | به مرحله بعد صعود نکرد        |
| 3    | هدویگا روزنباومووا  | بوهم                | Bye                              | ایوان پروو (FRA) · L 6–1, 6–1          | به مرحله بعد صعود نکرد        |
| ۵    | مارگریت فوریه       | فرانسه              | کوپر (GBR) · L 6–2, 6–0          | به مرحله بعد صعود نکرد                 | به مرحله بعد صعود نکرد        |
| ۵    | جورجیانا جونز       | ایالات متحده آمریکا | ایوان پروو (FRA) · L ۶-۰, ۶–۱    | به مرحله بعد صعود نکرد                 | به مرحله بعد صعود نکرد        |